# Hyphaene
A Hyphaene az egyszikűek (Liliopsida) osztályának a pálmavirágúak (Arecales) rendjébe, ezen belül a pálmafélék (Arecaceae) családjába tartozó nemzetség.

## Előfordulásuk
A Hyphaene-fajok a trópusi Afrikától és Dél-Afrikától kezdve, egészen Srí Lankáig megtalálhatóak.

## Megjelenésük
A Borassus-fajokhoz hasonlóan a Hyphaene-fajok törzsén is találhatók duzzadtságok, de az utóbbi pálmák kisebb termetűek, és a levélnyélen szabályosan elhelyezkedő hosszú tüskék miatt könnyen megkülönböztethetők.

## Rendszerezés
A nemzetségbe az alábbi 8 faj tartozik:
- Hyphaene compressa H.Wendl., Bot. Zeitung (Berlin) 36: 116 (1878)
- Hyphaene coriacea Gaertn., Fruct. Sem. Pl. 1: 28 (1788)
- Hyphaene dichotoma (White) Furtado, Gard. Bull. Singapore 25: 301 (1970)
- Hyphaene guineensis Schumach. & Thonn. in H.C.F.Schumacher, Beskr. Guin. Pl.: 445 (1827)
- Hyphaene macrosperma H.Wendl., Bot. Zeitung (Berlin) 39: 92 (1881)
- Hyphaene petersiana Klotzsch ex Mart., Hist. Nat. Palm. 3(ed. 2): 227 (1845)
- Hyphaene reptans Becc., Agric. Colon. 2: 151 (1908)
- Hyphaene thebaica (L.) Mart., Hist. Nat. Palm. 3: 226 (1838)